# Stelis papillifera
Stelis papillifera är en orkidéart som först beskrevs av Robert Allen Rolfe, och fick sitt nu gällande namn av Alec M. Pridgeon och Mark W. Chase. Stelis papillifera ingår i släktet Stelis och familjen orkidéer. Inga underarter finns listade i Catalogue of Life.